# NGC 2736
NGC 2736 je emisijska maglica u zviježđu Jedru.
Dio je ostatka supernove Vele, blizu pulsara Vele (PSR B0833-45, PSR J0835-4510).

## Vanjske poveznice
- SEDS: NGC 2736